# درخت پر (سرده)
درخت پر (نام علمی: Cotinus) نام یک سرده از تیره پسته‌ایان است.

## نگارخانه

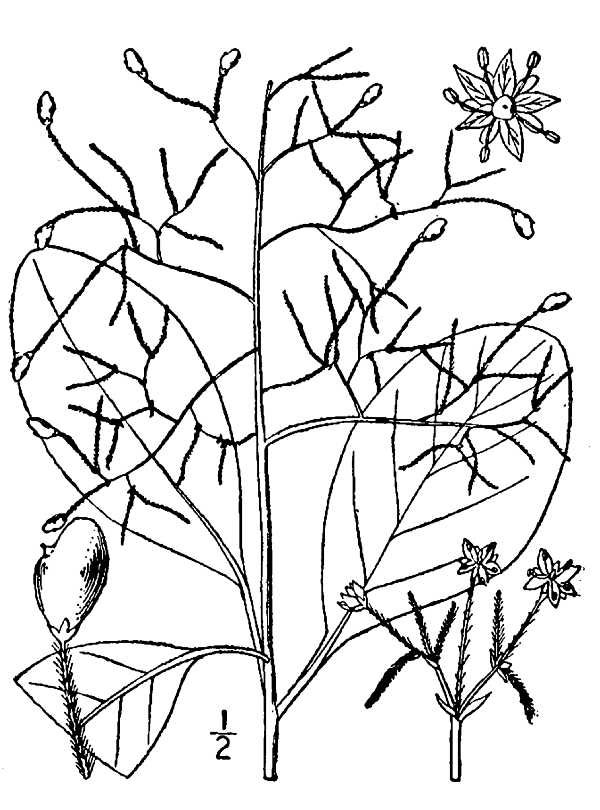
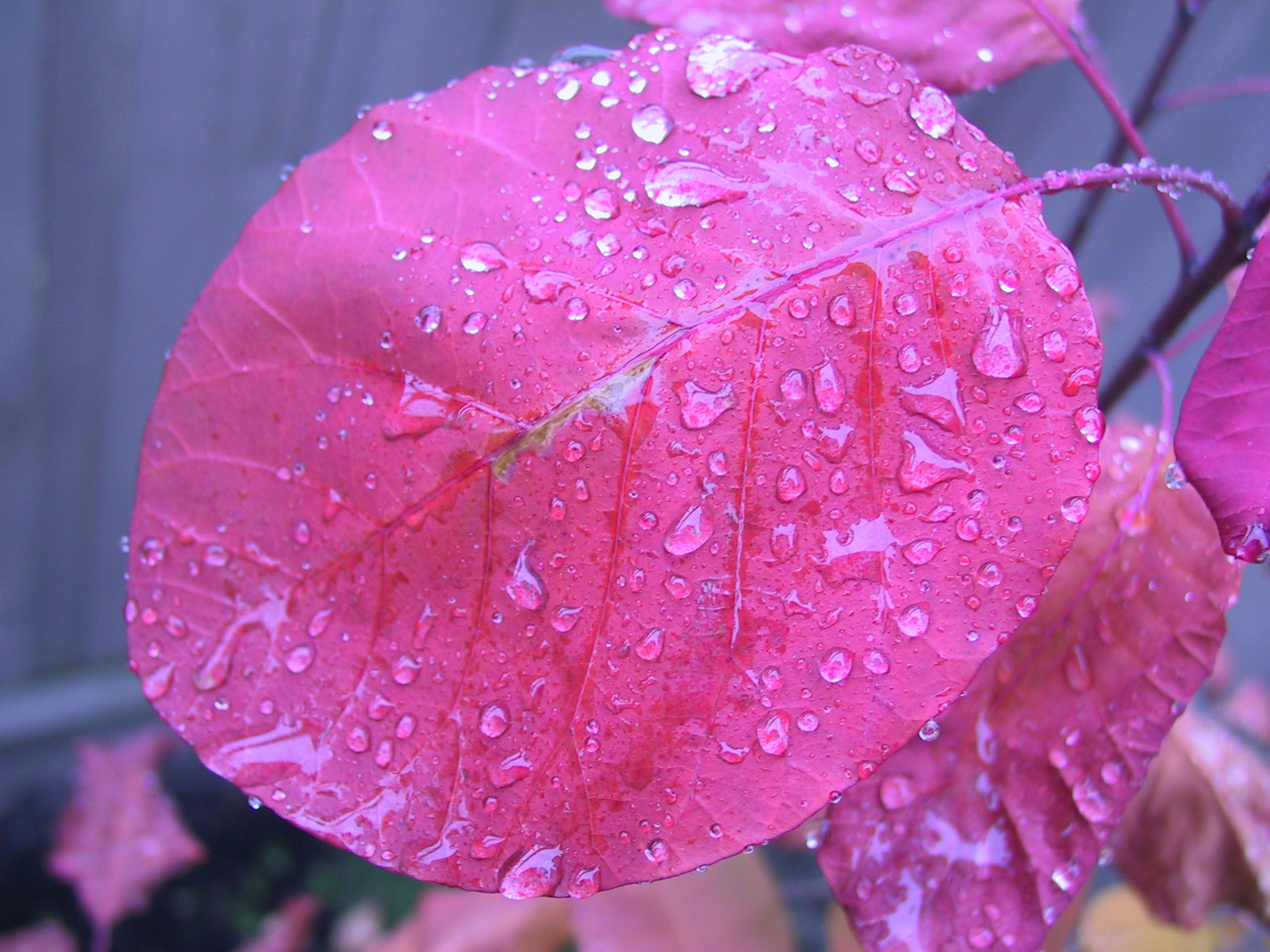
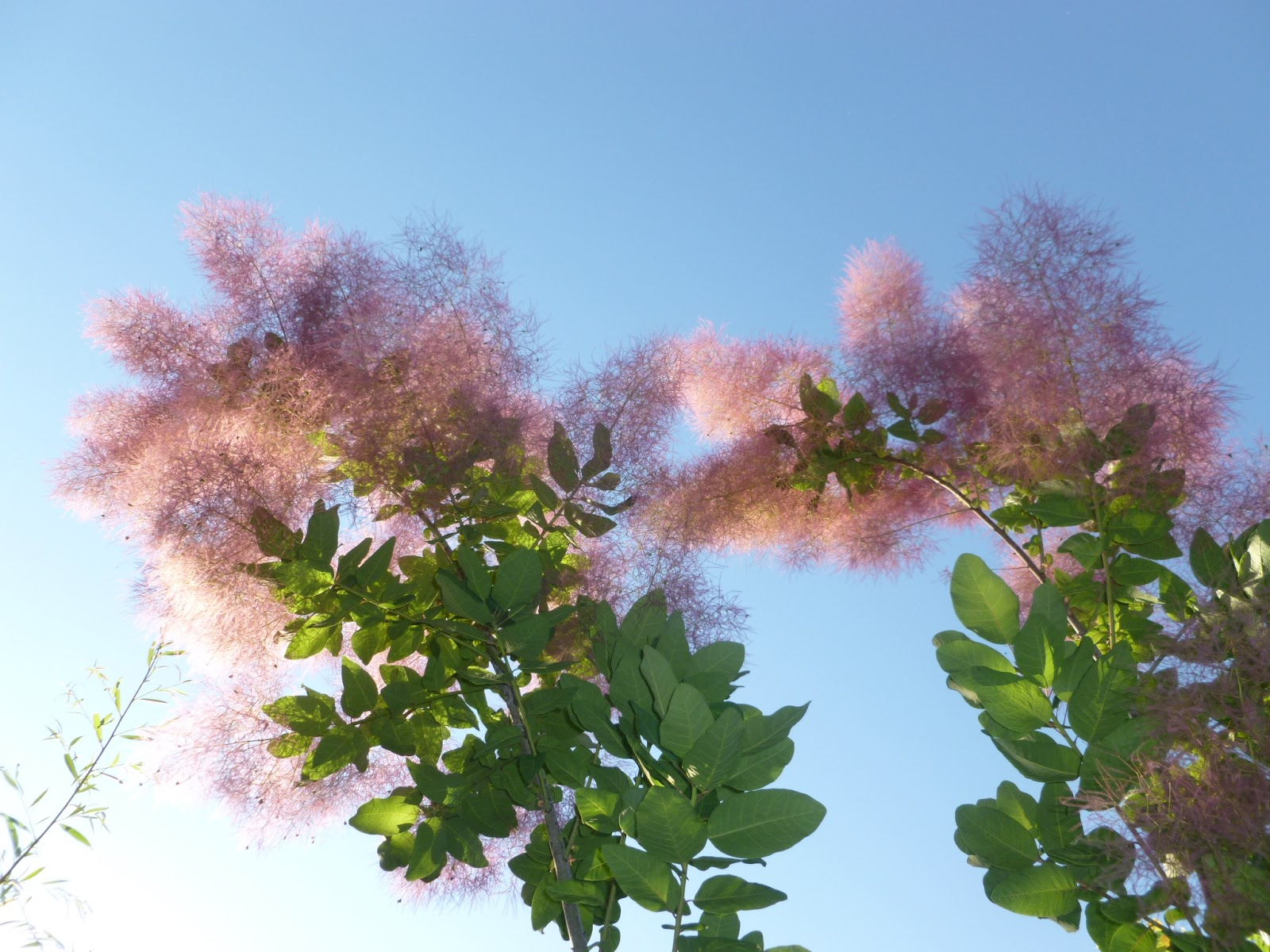